# Bermuda ved sommer-OL 2024
Bermuda deltog i sommer-OL 2024 i Paris, Frankrig i perioden 26. juli til 11. august 2024.
Landet vandt ingen medaljer.

## Medaljer
| 2024 Paris | Guld | Sølv | Bronze | Total |
| Bermuda    | 0    | 0    | 0      | 0     |

### Medaljevinderne
| Bermuda under sommer-OL 2024 i Paris | Bermuda under sommer-OL 2024 i Paris | Bermuda under sommer-OL 2024 i Paris | Bermuda under sommer-OL 2024 i Paris | Bermuda under sommer-OL 2024 i Paris |
| Medalje                              | Navn                                 | Sport                                | Event                                | Dato                                 |
| ------------------------------------ | ------------------------------------ | ------------------------------------ | ------------------------------------ | ------------------------------------ |
| -                                    | -                                    | -                                    | -                                    | -                                    |